# 挂法Renecite站
挂法Renecite站（：／ Gwaebeomneunesitte yeok */?）副站名江邊公園（강변공원），是釜山－金海輕軌沿線的一座高架車站，位於韓國釜山廣域市沙上区掛法洞。

## 車站結構
站體為2面2線側式月台的高架車站，候車月台設有月台幕門，僅設1處出口。

### 月台配置
| 沙上 ↑           |
| \| 上            |
| ↓ 西釜山流通地區 |

| 月台 | 路線              | 目的地     |
| ---- | ----------------- | ---------- |
| 上行 | ●釜山－金海轻电铁 | 沙上方向   |
| 下行 | ●釜山－金海轻电铁 | 加耶大方向 |

## 歷史
- 2011年9月16日：落成啟用。

## 車站周邊
- E-mart沙上店
- Home plus（朝鲜语：홈플러스）沙上店
- 慶南銀行沙上分行

## 圖片

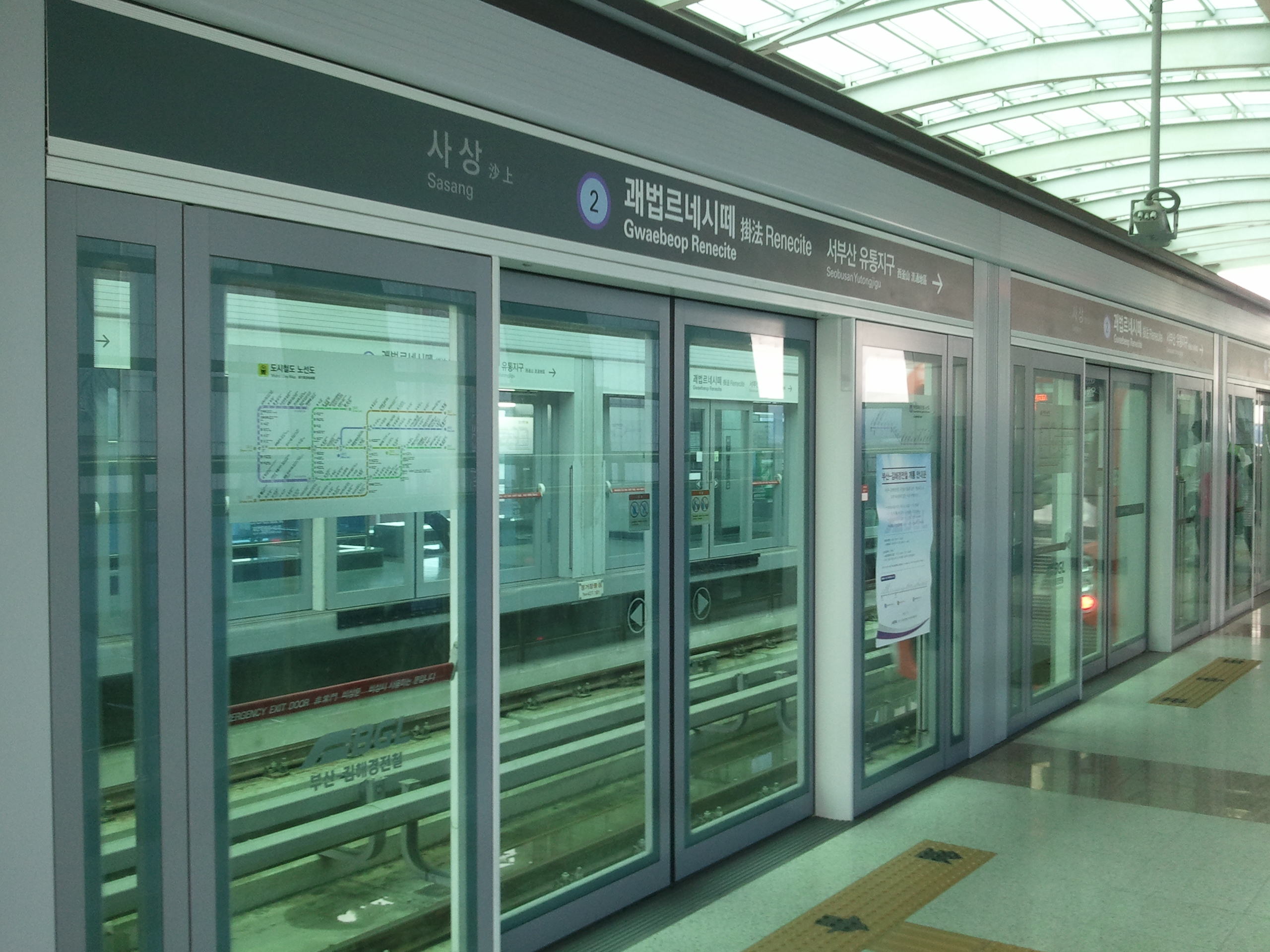
月台門
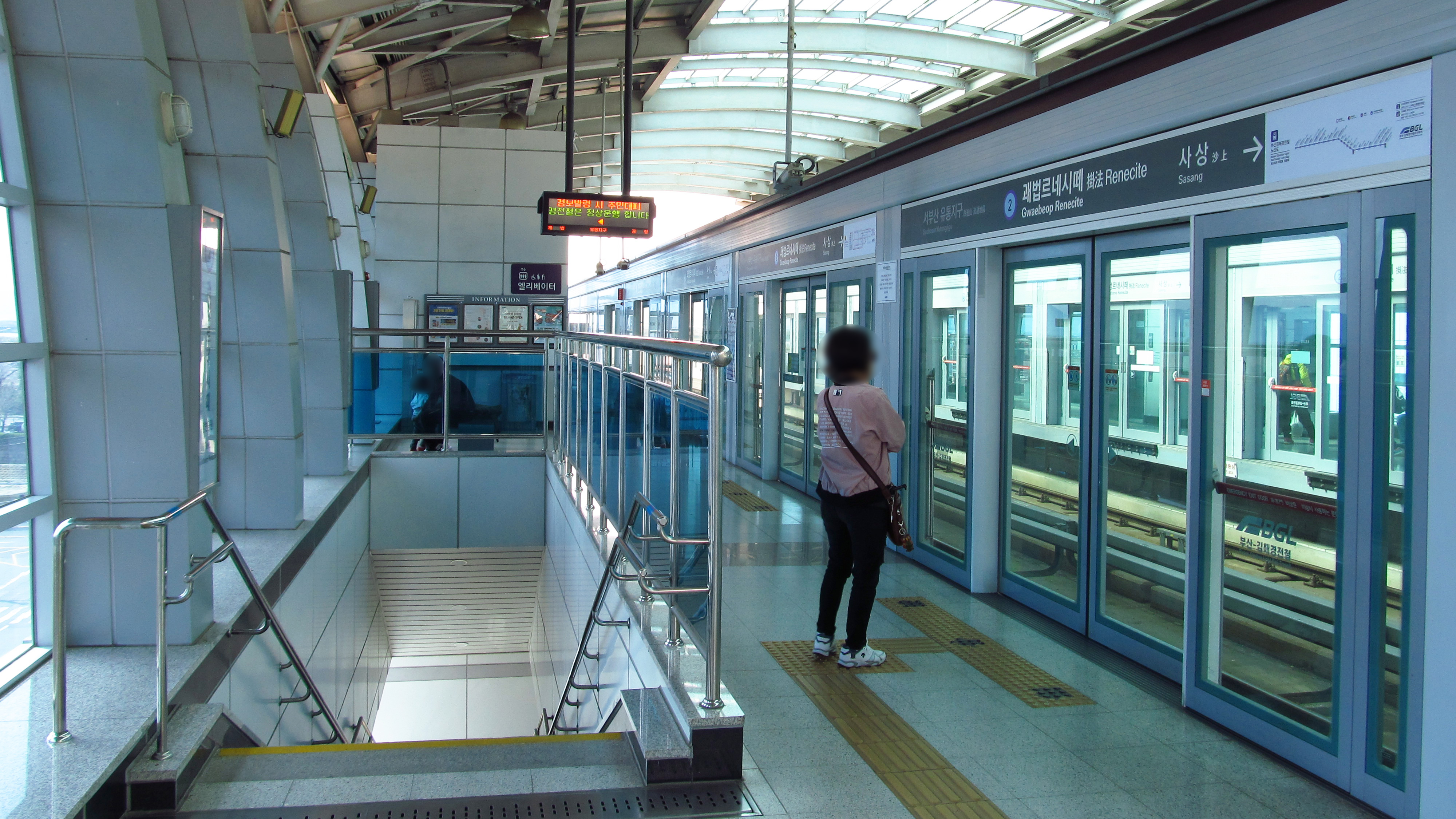
候車月台
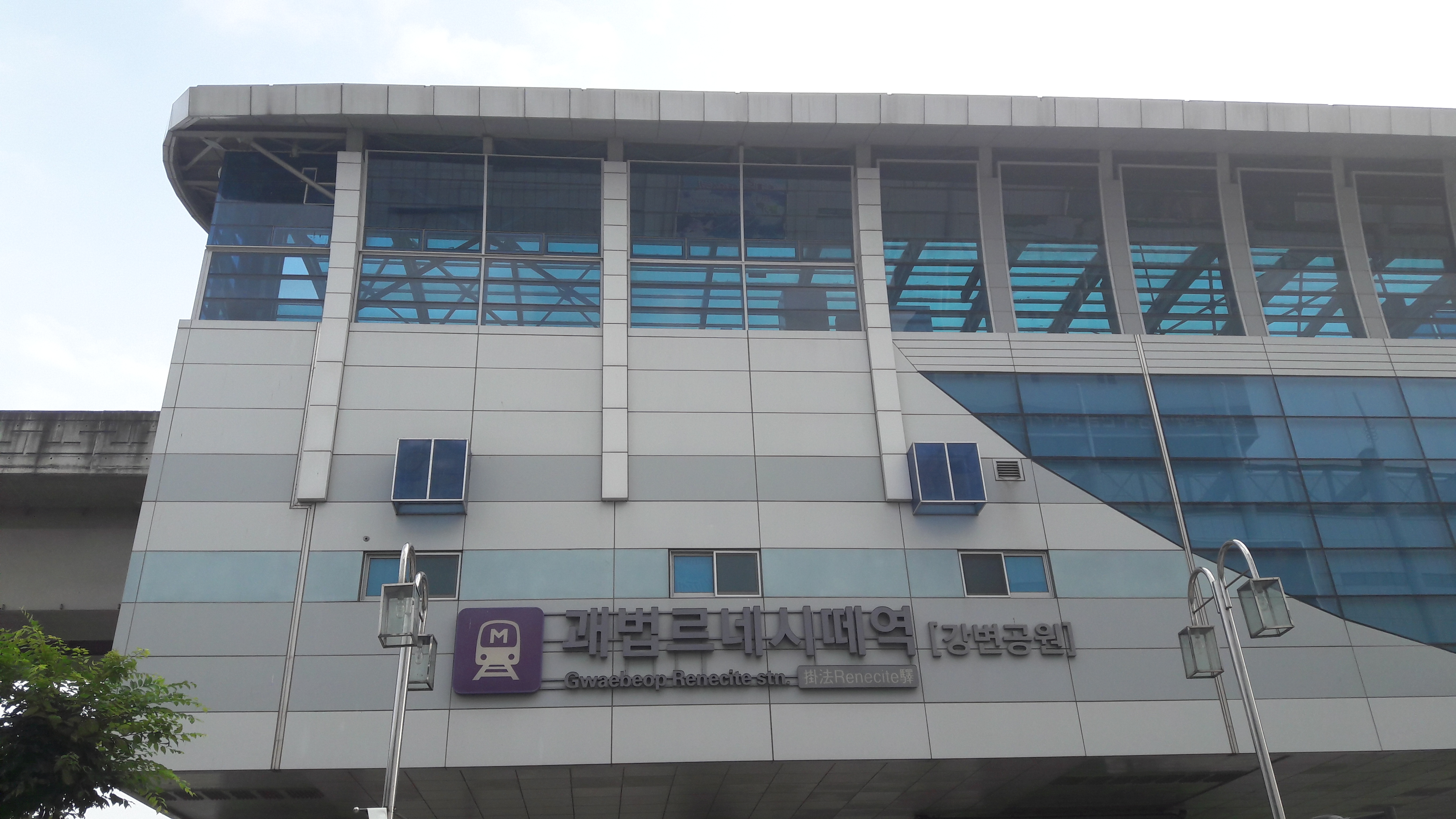
車站建築

## 相鄰車站
釜山-金海輕電鐵
●釜山－金海轻电铁
沙上（1）－掛法Renecite（2）－西釜山流通地區（3）

## 注解
1. ↑  韓國觀光公社「Busan Renecite」介紹，Renecite 由法文renê及citê組成，意為「再生」及「城市」。整體意思是指能為訪客提供完整的購物、娛樂，及各種設施的「掛法再生城市」電鐵站。
2. ↑   註:

## 外部連結
- Cyber Station Information （页面存档备份，存于）
- 官方网站釜山交通公社